# Hôtel de Guénégaud
Pour les articles homonymes, voir Guénégaud.
Ne doit pas être confondu avec l'hôtel de Guénégaud ou théâtre de Guénégaud du 6e arrondissement, autres noms de la salle du Jeu de paume de la Bouteille
Ne doit pas être confondu avec Hôtel de Nevers (rive gauche).
L’hôtel de Guénégaud (60, rue des Archives - 75003 Paris) est un hôtel particulier du Marais, élevé en 1652 et 1653 par François Mansart, le seul construit par ce célèbre architecte à subsister aujourd'hui dans son intégrité.

## Description
Parfait exemple de l'hôtel parisien du milieu du XVIIe siècle, il se compose d'un corps principal, entre cour et jardin, de deux ailes en retour et d'un bâtiment donnant sur la rue[réf. souhaitée]. L'ensemble est empreint d'une grande sobriété[réf. souhaitée]. L'hôtel a conservé, dans son aile sud, son admirable escalier d'honneur en pierre, formé d'une double volée droite, poursuivie jusqu'au sol par des marches courbes disposées en arc de cercle.
L'hôtel fait l’objet d’un classement au titre des monuments historiques depuis le 15 juin 1962.

## Histoire

### Résidence seigneuriale de 1644 à 1842
L'hôtel s'élève sur un terrain qui fut, aux XVIe et début du XVIIe siècles, la propriété des familles Gentien, puis Le Beauclerc. Une maison s'y élève alors.

En 1644, cette maison est achetée par Charles Coiffier, baron d'Orvilliers, surintendant des Mines de France , et son épouse, qui la revendent en 1647 à Jean-François de Guénégaud, seigneur des Brosses, maître des comptes, et sa seconde épouse, Marie Gargan . 

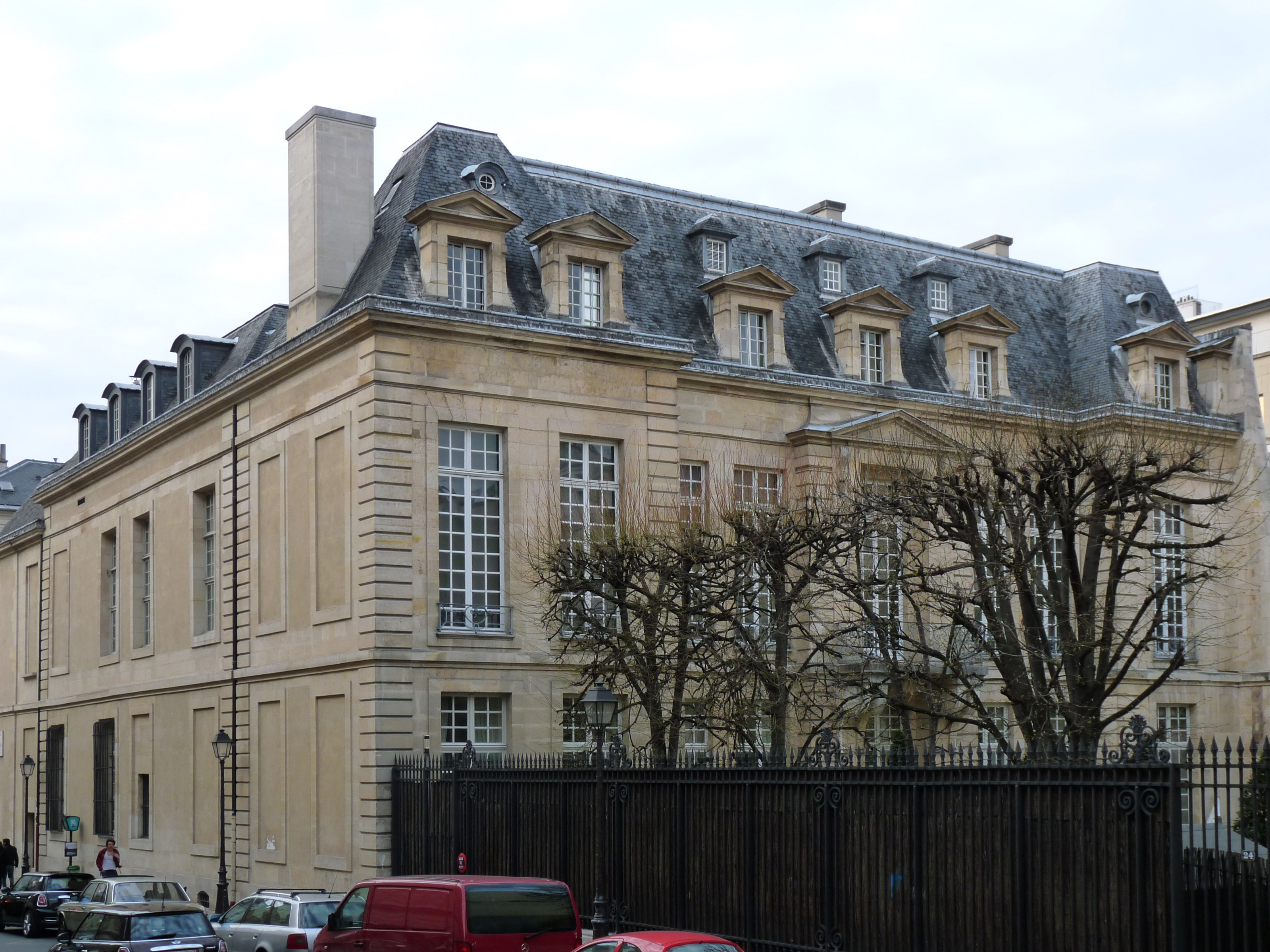
Côté jardin.

En 1652 et 1653, ces derniers font construire sur son emplacement, par l'architecte François Mansart, l'hôtel que nous connaissons aujourd'hui .
En 1667, Jean-François de Guénégaud meurt dans son hôtel, dont hérite son fils, Claude de Guénégaud. Ce bâtiment ne doit pas être confondu avec l'hôtel de Henri du Plessis-Guénégaud, qui se trouvait sur l'actuel quai Conti, et détruit, appelé également hôtel de Nevers, ni avec la Salle du Jeu de paume de la Bouteille devenue Théâtre de Guénégaud où s'est produite la Troupe de Molière après la mort de ce dernier et où fut fondée, le 21 octobre 1680 la troupe de la Comédie-Française.
Claude de Guénégaud qui est commissaire du Roi aux États de Languedoc en 1672, puis ambassadeur extraordinaire au Portugal, de 1673 à 1681, est éloigné de Paris par ses fonctions et loue l'hôtel pendant un temps  à Pierre Louis Reich de Penautier, receveur général du Clergé de France, avant de le vendre en 1703 à Jean Romanet, receveur général des Finances en Auvergne, puis fermier général. Celui-ci fait redécorer au goût du jour une grande partie des espaces intérieurs de l'hôtel, avec la pose de lambris, trumeaux, cheminées.
À la mort de Jean Romanet, en 1719, l'hôtel passe à sa petite-fille, Chartlotte Rosalie de Romanet, mariée en 1751 avec François Martial de Choiseul Beaupré, Menin du Dauphin, et décédée en 1753 . Son époux habite l'hôtel jusqu'en 1766, date à laquelle il le vend à François Thiroux d'Epersenne.
Collectionneur d'art, celui-ci s'installe dans l'hôtel, où il commence des travaux, interrompus par son décès, en 1767. Pendant plus d'un siècle, l'hôtel reste dans sa famille, qui l'occupe jusqu'en 1842 .

### Dégradation de 1850 à 1960
À partir du milieu du XIXe, l'hôtel est loué à différents occupants, institution d'éducation, atelier de bronzes, puis d'orfèvrerie. Son jardin et un côté de sa cour sont couverts d'ateliers. Il est vendu en 1895 par la famille Thiroux et ne reçoit plus qu'un entretien sommaire .
Inscrit à l'inventaire supplémentaire des Monuments historiques en 1929 il en est rayé quatre ans plus tard, puis y est remis en 1945.
Peu entretenu, il se dégrade et, devant le coût d'une remise en état approfondie, son propriétaire, à la fin des années 1950, envisage sa démolition pure et simple .

### Sauvegarde et restauration depuis 1962
Grâce à André Malraux, alors ministre des Affaires culturelles, l'hôtel est classé Monument historique en 1962 et acheté par la ville de Paris. C'est l'un des tout premiers hôtels à être restauré dans le cadre des plans de sauvegarde du Marais décidés par André Malraux.
En 1964, la ville de Paris le loue, par bail emphytéotique de 99 ans, à la Fondation de la Maison de la Chasse et de la Nature , à charge pour elle d'y effectuer les travaux de restauration. Le sauvetage et la mise en valeur de l'hôtel de Guénégaud seront donc opérés grâce au mécénat de François et Jacqueline Sommer. En février 1967, le musée est inauguré par André Malraux.
Depuis cette époque, l'hôtel abrite le siège de la Fondation de la Maison de la Chasse et de la Nature, voulue par François et Jacqueline Sommer, et un club privé, le Club de la Chasse et de la Nature .
Le Musée de la Chasse et de la Nature, aussi installé dans l'hôtel après sa restauration, est étendu depuis 2007 dans l'hôtel de Mongelas, mitoyen, acheté à cette fin en 2002 par la Fondation de la Maison de la Chasse et de la Nature. Depuis cette opération, les deux hôtels sont donc communicants.

### Evocation littéraire de l'hôtel de Guénégaud
L'hôtel de Guénégaud est probablement, dans une fiction, l'hôtel de Niorres où l'auteur Ernest Capendu situe, en 1860-1861, l'action de son roman éponyme : « En 1775, en face de ce magnifique hôtel de Soubise, devenu depuis l'hôtel des Archives, et occupant le centre du côté droit de la rue du Chaume, se dressait une demeure somptueuse, mais dont l'aspect général offrait à l’œil quelque chose de sévère et de triste. Deux pavillons, deux ailes donnant sur la rue, de chaque côté de la massive porte d'entrée, se reliaient, à l'extrémité d'une vaste cour, au corps de logis principal, fort beau bâtiment construit en pierres et en briques, dans" le style des édifices' entourant la place Royale et rappelant le règne de Louis XIII. Le temps avait rendu brunes les briques et noires les pierres. Deux étages de fenêtres énormes et décelant la hauteur majestueuse des pièces intérieures, couraient autour de ces deux ailes et de ce grand bâtiment. Un toit aigu, en ardoises, recouvrait le tout et ne contribuait pas peu à donner une apparence lugubre à cette habitation évidemment seigneuriale ».

### Accès
Ce site est desservi par les stations de métro Arts et Métiers et Filles du Calvaire.